# Aurore Gagnon
Pour les articles homonymes, voir Gagnon.
Aurore Gagnon (31 mai 1909 – 12 février 1920), est une fillette canadienne victime de maltraitance de la part de sa belle-mère, Marie-Anne Houde, et de son père, Télesphore Gagnon (1883-1961), dans un village situé dans le Centre-du-Québec. A 10 ans, elle succombe à une septicémie provoquée par environ 52 blessures infligées lors de sévices répétées, ainsi qu’à un épuisement extrême.
Selon le romancier André Mathieu, l'un de ses biographes, son histoire constitue le « drame le plus pathétique » du passé collectif des Québécois. Remis en mémoire par des pièces de théâtre, des romans historiques et des films, son histoire tragique a popularisé son village natal, Sainte-Philomène de Fortierville, et fait d’elle une icône de la culture sociologique et populaire québécoise.

## Histoire
Aurore Gagnon (baptisée Marie-Aurore-Lucienne Gagnon) est la seconde fille de Télesphore Gagnon et de sa première épouse, Marie-Anne Caron, qu'il épouse en septembre 1906. Télesphore est un fermier prospère de Sainte-Philomène de Fortierville, petit village situé sur la rive Sud du fleuve Saint-Laurent à une centaine de kilomètres au sud-ouest de Québec. Il est propriétaire d'une terre à l'entrée est du village et on estime qu'il possède 10 000 $ en biens en 1920. Le premier enfant des Gagnon, Marie-Jeanne, est née le 1er août 1907 et fut suivie par Aurore (31 mai 1909), Georges-Étienne (1913) et Joseph (1915-1917).
Peu après la dernière naissance, Marie-Anne Caron tombe malade et les médecins diagnostiquent vite la tuberculose. Marie-Anne Houde, la veuve d'un cousin de Télesphore, emménage bientôt chez lui afin de s'occuper de la maison et des enfants. Âgée d'environ trente ans, elle est mère de deux enfants, Gérard et Georges-Henri. Avant son arrivée dans la maison des Gagnon, Marie-Anne Houde avait eu six enfants avec son premier mari. Cependant, cinq d'entre eux sont décédés à un très bas âge. Elle est originaire de Sainte-Sophie-de-Lévrard, une municipalité voisine de Fortierville. C'est à la suite de son arrivée que plusieurs drames successifs s'abattent sur les Gagnon. En novembre 1917, le corps du plus jeune des enfants, Joseph, un enfant de deux ans, est retrouvé mort dans son lit. Une enquête du coroner conclut à une mort naturelle. En janvier 1918, Marie-Anne Caron décède de la tuberculose à l'asile de Beauport, le 23 janvier 1918. Incapable de s'occuper seul de sa ferme et de ses enfants, Télesphore Gagnon épouse discrètement Marie-Anne Houde une semaine plus tard, le 1er février 1918.

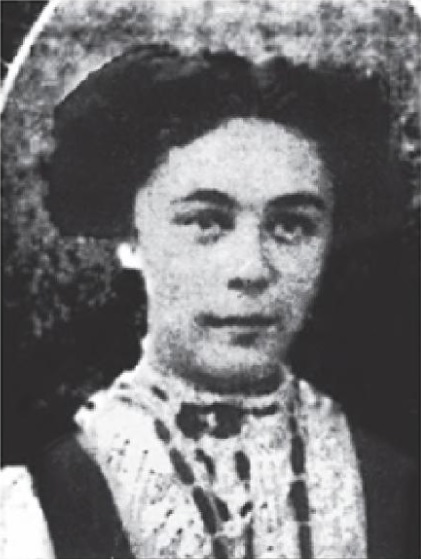
Marie-Anne Houde, la belle-mère d'Aurore et seconde femme de Télesphore Gagnon.

Les enfants vont vivre quelques mois chez leurs grands-parents maternels à Leclercville, une autre municipalité voisine. Ce n'est qu'à l'été 1919 qu'ils réemménagent chez leurs parents. Pendant six mois, la seconde fille, Aurore, va vivre un martyre. La jeune fille a été maltraitée et violentée non seulement par sa belle-mère, mais aussi par son père, Télesphore. Outre les sévices corporels, Marie-Anne Houde lui faisait boire de la lessive ou lui coupait mal les cheveux (selon certains témoignages). Aurore a même dû être hospitalisée à l'automne à l'Hôtel-Dieu de Québec parce que sa belle-mère avait brûlé son pied avec un tisonnier rougi au feu. À son retour de l'hôpital, les sévices recommencent vite. Le 12 février 1920, Aurore décède dans des circonstances tellement suspectes que les autorités sont alertées. Une autopsie est pratiquée dans le sous-sol de la sacristie de l'église par le docteur Albert Marois. Celui-ci note 54 blessures sur tout le corps de l'enfant, résultats des coups portés, aucune n'étant cependant mortelle par elle-même. Une grande majorité de ces blessures et cicatrices retrouvées sur son corps ont même mal guéri. La blessure la plus grave se trouve sur le côté du crâne. Le cuir chevelu est couvert de sang et de pus. La cuisse gauche est tuméfiée. Sur les doigts et les poignets, la peau est enlevée jusqu'à l'os.
Les funérailles ont lieu le 14 février. Le service fut fait par le prêtre de Fortierville, Ferdinand Massé. À la sortie de l'église, Marie-Anne Houde est condamnée à la pendaison jusqu'à ce que mort s'ensuive par le juge Louis-Philippe Pelletier. Ils ont dû attendre que Marie-Anne accouche de ses jumeaux avant de pouvoir procéder avec la peine de mort. Sa peine est cependant commuée en sentence à vie le 29 septembre 1920. Elle est toutefois libérée le 3 juillet 1935, pour des raisons de santé, car elle est atteinte du cancer du sein ainsi que du cerveau. Elle va s'établir chez une sœur de son premier mari sur la rue Saint-Denis à Montréal, où elle meurt  le 13 mai 1936. Télesphore Gagnon, également accusé du décès d'Aurore, fut quant à lui condamné à la prison à vie (pour homicide involontaire) par le juge Joseph-Alfred Désy, mais il fut libéré de prison en 1925 pour « bonne conduite » après avoir purgé seulement 5 ans. Par la suite, il retourna dans son village natal, où il écrivit plusieurs lettres à Marie-Anne Houde, toujours en prison, et il reprit son « ancienne vie ». Après la mort de sa femme en 1936, Télesphore se remarie, avant de mourir en septembre 1961. La sœur aînée d'Aurore, Marie-Jeanne, décéda en 1986 à Shawinigan.

## Culture et mythe
Les procès avaient attiré des centaines de personnes et on devait refuser du monde à chaque séance. Ils avaient également été grandement médiatisés dans les journaux de l'époque.

### Pièce de théâtre de 1921
Les journaux donnaient des comptes rendus détaillés de chacun d'eux, ce qui inspira deux acteurs, Henri Rollin et Léon PetitJean, à écrire une pièce de théâtre intitulée Aurore, l'enfant martyre, qui reprend l'histoire de l'affaire en la romançant quelque peu. La première a lieu le 21 janvier 1921 au Théâtre Alcazar de Montréal, et est un véritable triomphe. Après avoir fait l'affiche de cinq autres théâtres montréalais, la troupe fait une tournée à travers le Québec avant d'en entamer d'autres en Ontario et dans les provinces maritimes. En 25 ans, la pièce est jouée plus de 6 000 fois et attire, semble-t-il, 180 000 personnes. Le rôle de la marâtre est tour à tour joué par Amanda d'Estrée, Germaine Germain, Nana de Varennes, Rose Rey-Duzil, Henriette Berthier et Lucie Mitchell. Quant à celui d'Aurore, son interprète principale est Thérèse McKinnon.

### Film de 1952
En 1950, le succès est toujours aussi constant, ce qui donne l'idée aux producteurs de l'Alliance cinématographique canadienne d'en faire un film. La réalisation est confiée à Jean-Yves Bigras qui décide de baser son scénario sur un roman d'Émile Asselin, inspiré du fait divers et sorti en 1951. Le tournage a lieu à l'été 1951 à Sainte-Dorothée, une petite municipalité de l'île Jésus au nord de Montréal. Lucie Mitchell reprend le rôle de la marâtre et Paul Desmarteaux obtient celui du père. Thérèse McKinnon, qui a joué le rôle d'Aurore au théâtre pendant des années, obtient cette fois celui de la mère naturelle. C'est la petite Yvonne Laflamme qui interprète le rôle d'Aurore. Le film doit sortir à l'automne 1951, mais Télesphore Gagnon tente d'obtenir une injonction pour empêcher sa diffusion. La Cour tranche finalement en faveur des producteurs, déclarant entre autres que le père d'Aurore, à l'époque, ne s'était jamais opposé à ce que la pièce de théâtre prenne l'affiche.
La première de La Petite Aurore, l'enfant martyre a lieu le 25 avril 1952 au Théâtre Saint-Denis. Pendant des semaines, le film est joué à guichets fermés, une première pour un film québécois. Il sera plus tard traduit en 8 langues.
En 1984, la pièce de Rollin et de PetitJean est reprise au Québec sous le titre Aurore. Mise en scène par René Richard Cyr, elle met en vedette Louison Danis dans le rôle de la marâtre et Adèle Reinhardt dans celui d'Aurore.

### Film de 2005
En 2004, on annonce le prochain tournage d'un nouveau film sur Aurore Gagnon produit par Denise Robert et réalisé par Luc Dionne : Aurore. En septembre, 10 000 petites filles se présentent à l'audition pour obtenir le rôle-titre. C'est une jeune fille de Québec, qui était à l'époque dans les rangs de l'agence artistique Mode é Arto, Marianne Fortier, qui l'obtient. Outre Marianne Fortier, le film met en vedette Serge Postigo, Hélène Bourgeois Leclerc, Sarah-Jeanne Labrosse, Yves Jacques et Rémy Girard. Il a ceci de particulier qu'il met également en cause la culpabilité de Ferdinand Massé (nommé Antoine Leduc dans le film) le curé du village de Fortierville, qui selon le film aurait encouragé la marâtre à être sévère envers ses enfants. Comme le premier film, il connaît un très grand succès, faisant des recettes de 972 582 $ lors de sa première fin de semaine, ce qui constituait alors un record estival pour un film québécois.

### Place d'Aurore dans l'histoire et l'historiographie québécoise
Le cas d'Aurore a fait couler beaucoup d'encre chez les historiens de l'histoire sociale du Québec. Tout d'abord, beaucoup considèrent le cas d'Aurore comme le point tournant de la justice pour les enfants au Québec, voire au Canada. En effet, cela a permis dès le départ d'attirer les regards de la société sur les drames d'inceste et de violence dans les familles.
Également signe d'un changement des mentalités, le cas d'Aurore rappelle à la société de l'époque que l'honneur peut être bafoué davantage par le silence que par la dénonciation, qui aurait pu éviter à Aurore son triste sort. Cette affirmation ressort davantage dans le film de 2005, où l'on met même en doute l'infaillibilité du clergé, chose peu commune pour le Québec de l'époque.
Le 7 décembre 2015, Fortierville identifie Aurore Gagnon comme personnage historique.
Dans le but de se remémorer la victime et toutes les souffrances qu’elle a vécues, cette église a également inauguré un monument en son nom. Celui-ci se trouve dans le cimetière de Fortierville, situé derrière l'église, à côté de la tombe de sa mère biologique, Marie-Anne Caron.